# Sophus Lie
Marius Sophus Lie, född 17 december 1842 i Nordfjordeid, död 18 februari 1899 i Kristiania, var en norsk matematiker. Han var farbror till Sigurd Lie och kusin till Lars Johannes Lie.
Lie tog reallärarexamen 1865. Först ett par år därefter vaknade hans matematiska skaparlust under påverkan i synnerhet av Jean-Victor Poncelet och Julius Plücker. Redan efter ett par års arbete hade han för alltid knutit sitt namn till en rad nya idéer och teorier av den mest vittgående betydelse, till en början särskilt inom geometri och läran om differentialekvationer. På detta område tillförde han redan under sin första eruptiva period som vetenskaplig tänkare matematiken en stor mängd nytt stoff, vars idéinnehåll han behövde hela sin följande livstid att utveckla och fördjupa. Med utgångspunkt i en serie tidigt till sina grunddrag fastställda ledande idéer utvecklade han ett alldeles nytt matematiskt lärofack, transformationsgruppsteori. 1869 lämnade han det första utkastet till sin imaginärteori, där fröet till flera av hans senare upptäckter är nedlagt. Arbetet väckte uppmärksamhet, och han fick samma år offentligt stipendium till studier i Berlin, Göttingen och Paris. I Frankrike offentliggjorde han sin upptäckt av klotgeometrin ("en av de vackraste upptäckterna i den moderna geometrin" enligt Darboux). För övrigt undgick han med knapp nöd att under kriget bli arkebuserad, misstänkt för att vara tysk spion, och satt en månad inspärrad i Fontainebleau. 
Efter hemkomsten blev han 1871 universitetsstipendiat och erhöll samma år doktorsgrad på avhandlingen Over en classe geometriske transformationer, där han spred ljus över en dittills oanad förbindelse mellan rummets metriska och projektiva egenskaper. Då Lie 1872 sökte en professur i Lund, upprättade stortinget en extra ordinarie professur för honom vid Kristiania universitet. År 1886 mottog han kallelse till Leipzigs universitet. Emellertid hade Lie blivit en av samtidens mest berömda matematiker, och värdigt gick han i den snillrike Niels Henrik Abels spår. Lie utvecklade sina idéer i en hel serie avhandlingar, bland annat den banbrytande om Theorie der transformationsgruppen, inledningen till en lång rad arbeten, vari den nya läran vidare utvecklas, tills den föreligger som ett imponerande system, vilket revolutionerar ett väldigt område av matematiken och i upprinnelse, utbildning och genomförande in i minsta detalj är Lies originella verk. År 1883 fäste Émile Picard de franska matematikernas uppmärksamhet på Lies nya teorier, och under dennes vistelse i Leipzig sände École normale supérieure årligen sina bästa elever till hans lärostol. 
Samtidigt med att han 1876–1879 uppbyggde sitt system om transformationsgruppernas teori, utvecklade han deras användning och därjämte andra av sina grundidéer i betydande arbeten, bland annat den viktiga utredningen om minimalytor och en rad avhandlingar om ytor med konstant krökning. Efter hand upptog dock transformationsgruppernas teori alla hans tankar. Han gav dem en alldeles ny utformning, vari alla problem, som under mellantiden dykt upp, skulle inarbetas och uttömmande behandlas. I samarbete med Friedrich Engel övergick han till redigeringen av sitt gigantiska huvudverk, Theorie der transformationsgruppen i tre volymer, som gavs ut 1888–1893 i Leipzig. Men därmed var den ursprungligen sällsynt kraftige mannens hälsa bruten. Tilltagande sjuklighet bidrog till hans beslut att återvända till Norge. Där hade stortinget på uppmaning av en del framstående män 1894 beslutat erbjuda Lie ett personligt hedersgage som extra ordinarie professor med befrielse från sedvanlig föreläsningsskyldighet. Först 1898 kunde han, obotligt sjuk, bryta upp från Leipzig. Blott ett halvt år efter hemkomsten dukade han under för perniciös anemi.